# La Londe-les-Maures
Pour les articles homonymes, voir La Londe (homonymie).
La Londe-les-Maures est une ville du département du Var, en France. Elle est située sur la Côte d'Azur dans la rade d'Hyères. Huppée et résidentielle, la ville est connue pour ses plages, son golf et ses ports qui se situent parmi les plus grands en capacité d’accueil du département du Var.

## Géographie

### Localisation
Localité située à 9,7 km de Hyères et 28 de Toulon.

### Communes limitrophes
Les communes limitrophes sont Bormes-les-Mimosas, Collobrières, Hyères et Pierrefeu-du-Var.
| Pierrefeu-du-Var | Pierrefeu-du-Var Collobrières | Collobrières       |
| Hyères           | La Londe-les-Maures           | Bormes-les-Mimosas |
| Hyères           | Mer Méditerranée              | Bormes-les-Mimosas |

### Géologie et relief
Le territoire de la commune s’étend sur 7 826 hectares au pied du massif des Maures. Environ 75 % de cet espace est constitué de forêt, 22 % est consacré à l’agriculture (dont 1 170 hectares de vignobles) et 3 % sont occupés par les habitations.

### Sismicité
Commune située dans une zone de sismicité 2 faible,.

### Hydrographie et les eaux souterraines
Cours d'eau traversant la commune :

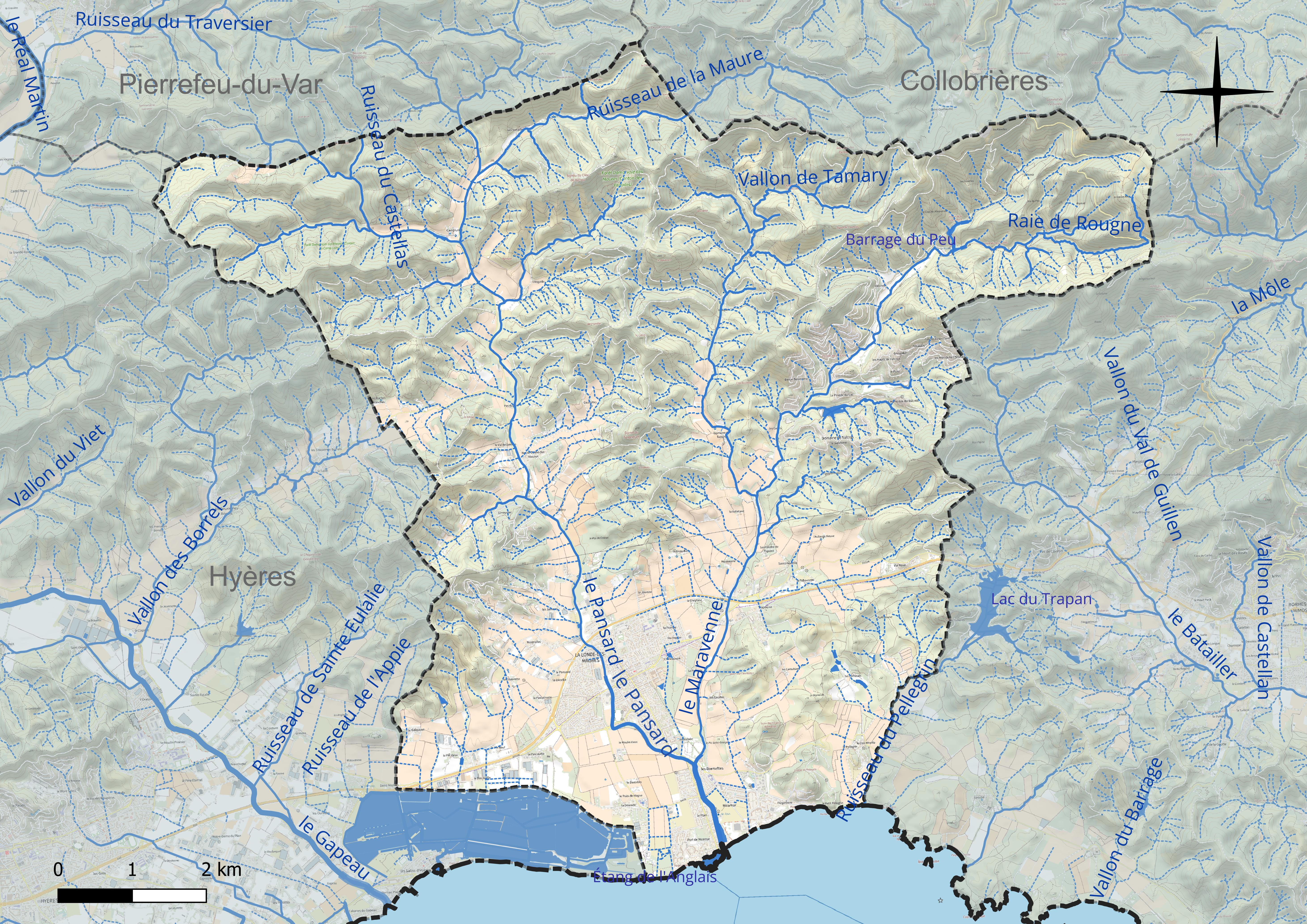
Réseau hydrographique de La Londe-les-Maures.

- Fleuve côtier le Maravenne, ainsi que ses affluent le Pansard, le Vallon du Tamary et le Vallon du Jus Péou[5],
- Ruisseaux de Sainte-Eulalie, de la Rieille, de l'Appie, du Castelas, de l'Argentière, du Pellegrin, de la Maure,le Carrubier et l'Argentiere

### Climat
Pour des articles plus généraux, voir Climat de Provence-Alpes-Côte d'Azur et Climat du Var.
En 2010, le climat de la commune est de type climat méditerranéen franc, selon une étude du Centre national de la recherche scientifique s'appuyant sur une série de données couvrant la période 1971-2000. En 2020, Météo-France publie une typologie des climats de la France métropolitaine dans laquelle la commune est exposée à un climat méditerranéen et est dans la région climatique  Var, Alpes-Maritimes, caractérisée par une pluviométrie abondante en automne et en hiver (250 à 300 mm en automne), un très bon ensoleillement en été (fraction d’insolation > 75 %), un hiver doux (8 °C) et peu de brouillards. 
Pour la période 1971-2000, la température annuelle moyenne est de 15,3 °C, avec une amplitude thermique annuelle de 14,7 °C. Le cumul annuel moyen de précipitations est de 812 mm, avec 6,8 jours de précipitations en janvier et 1,2 jours en juillet. Pour la période 1991-2020, la température moyenne annuelle observée sur la station météorologique de Météo-France la plus proche, « Hyères », sur la commune d'Hyères à 9 km à vol d'oiseau, est de 15,7 °C et le cumul annuel moyen de précipitations est de 668,8 mm. 
La température maximale relevée sur cette station est de 42,3 °C, atteinte le 7 juillet 1982 ; la température minimale est de −11 °C, atteinte le 8 janvier 1985,,. 
| Mois                                  | jan.           | fév.            | mars            | avril           | mai           | juin           | jui.            | août           | sep.          | oct.           | nov.          | déc.            | année     |
| ------------------------------------- | -------------- | --------------- | --------------- | --------------- | ------------- | -------------- | --------------- | -------------- | ------------- | -------------- | ------------- | --------------- | --------- |
| Température minimale moyenne (°C)     | 4,9            | 4,6             | 6,6             | 8,8             | 12,3          | 15,7           | 18,1            | 18,3           | 15,5          | 12,8           | 8,8           | 5,9             | 11        |
| Température moyenne (°C)              | 9,2            | 9,2             | 11,3            | 13,5            | 17,1          | 20,8           | 23,4            | 23,6           | 20,5          | 17,1           | 13            | 10,1            | 15,7      |
| Température maximale moyenne (°C)     | 13,6           | 13,8            | 16              | 18,1            | 21,9          | 25,8           | 28,8            | 29             | 25,4          | 21,4           | 17,1          | 14,3            | 20,4      |
| Record de froid (°C) date du record   | −11 08.01.1985 | −7,1 10.02.1986 | −5,9 06.03.1971 | −0,4 01.04.1975 | 1 01.05.1960  | 6,5 01.06.1986 | 9,9 01.07.1991  | 8,6 31.08.1986 | 6 15.09.1965  | 2,3 28.10.1980 | −2 23.11.1998 | −4,9 28.12.1962 | −11 1985  |
| Record de chaleur (°C) date du record | 23 19.01.07    | 23,3 03.02.20   | 25,9 19.03.1998 | 27,2 23.04.09   | 35,6 28.05.06 | 36,5 19.06.09  | 42,3 07.07.1982 | 37,8 05.08.17  | 36,5 05.09.16 | 29,7 09.10.12  | 25 06.11.13   | 23,9 12.12.1961 | 42,3 1982 |
| Précipitations (mm)                   | 73,7           | 51,2            | 44              | 55,2            | 39,5          | 36,6           | 7,8             | 14,4           | 57,9          | 105,1          | 108,6         | 74,8            | 668,8     |

| Diagramme climatique                                  |             |         |             |              |              |             |            |              |               |              |             |
| J                                                     | F           | M       | A           | M            | J            | J           | A          | S            | O             | N            | D           |
| 13,64,973,7                                           | 13,84,651,2 | 166,644 | 18,18,855,2 | 21,912,339,5 | 25,815,736,6 | 28,818,17,8 | 2918,314,4 | 25,415,557,9 | 21,412,8105,1 | 17,18,8108,6 | 14,35,974,8 |
| Moyennes : • Temp. maxi et mini °C • Précipitation mm |             |         |             |              |              |             |            |              |               |              |             |

Les paramètres climatiques de la commune ont été estimés pour le milieu du siècle (2041-2070) selon différents scénarios d'émission de gaz à effet de serre à partir des nouvelles projections climatiques de référence DRIAS-2020. Ils sont consultables sur un site dédié publié par Météo-France en novembre 2022.

## Urbanisme

### Typologie
Au 1er janvier 2024, La Londe-les-Maures est catégorisée petite ville, selon la nouvelle grille communale de densité à sept niveaux définie par l'Insee en 2022.
Elle appartient à l'unité urbaine de La Londe-les-Maures, une unité urbaine monocommunale constituant une ville isolée,. Par ailleurs la commune fait partie de l'aire d'attraction de La Londe-les-Maures, dont elle est la commune-centre,. Cette aire, qui regroupe 1 communes, est catégorisée dans les aires de moins de 50 000 habitants,.
La commune, bordée par la mer Méditerranée, est également une commune littorale au sens de la loi du 3 janvier 1986, dite loi littoral. Des dispositions spécifiques d’urbanisme s’y appliquent dès lors afin de préserver les espaces naturels, les sites, les paysages et l’équilibre écologique du littoral, tel le principe d'inconstructibilité, en dehors des espaces urbanisés, sur la bande littorale des 100 mètres, ou plus si le plan local d’urbanisme le prévoit.

### Occupation des sols
Le tableau ci-dessous présente l'occupation des sols détaillée de la commune en 2018, telle qu'elle ressort de la base de données européenne d’occupation biophysique des sols Corine Land Cover (CLC).

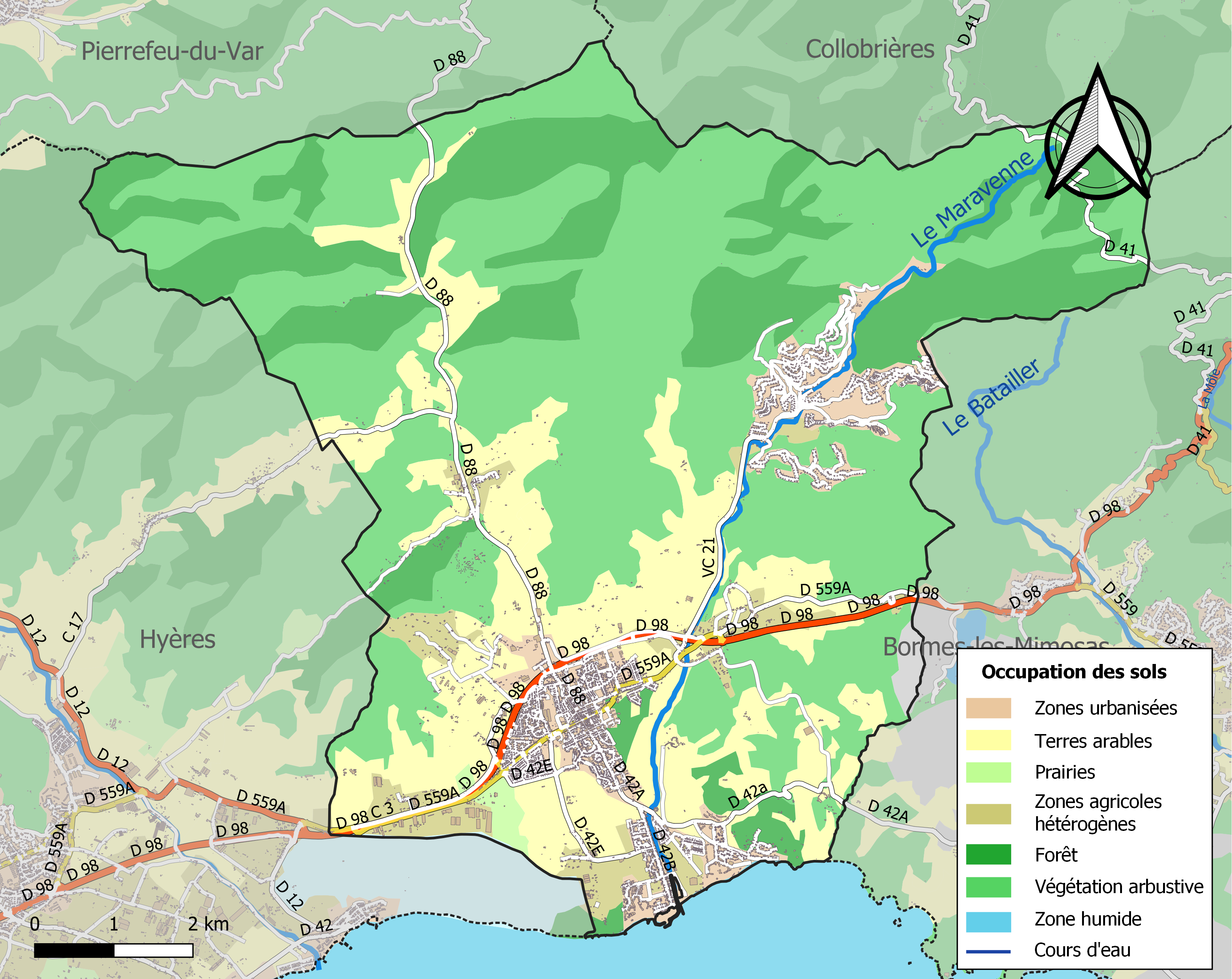
Carte des infrastructures et de l'occupation des sols de la commune en 2018 (CLC).

| Type d’occupation                                                                   | Pourcentage | Superficie (en hectares) |
| ----------------------------------------------------------------------------------- | ----------- | ------------------------ |
| Tissu urbain discontinu                                                             | 6,6 %       | 528                      |
| Équipements sportifs et de loisirs                                                  | 1,0 %       | 81                       |
| Vignobles                                                                           | 19,5 %      | 1563                     |
| Vergers et petits fruits                                                            | 0,4 %       | 31                       |
| Prairies et surfaces toujours en herbe                                              | 0,5 %       | 44                       |
| Systèmes culturaux et parcellaires complexes                                        | 3,3 %       | 265                      |
| Surfaces essentiellement agricoles interrompues par des espaces naturels importants | 1,4 %       | 113                      |
| Forêts de feuillus                                                                  | 15,6 %      | 1247                     |
| Forêts de conifères                                                                 | 1,0 %       | 83                       |
| Forêts mélangées                                                                    | 3,6 %       | 291                      |
| Végétation sclérophylle                                                             | 46,4 %      | 3720                     |
| Zones incendiées                                                                    | 0,4 %       | 30                       |
| Marais salants                                                                      | 0,1 %       | 12                       |
| Mers et océans                                                                      | 0,1 %       | 10                       |
| Source : Corine Land Cover                                                          |             |                          |

### Voies de communication et transports

#### Voies routières
- RD 98 direction Bormes-les-Mimosas et Hyères.

#### Transports en commun
- Transport en Provence-Alpes-Côte d'Azur.

Commune desservie par le réseau régional de transports en commun Zou !. Les collectivités territoriales ont en effet mis en œuvre un « service de transports à la demande » (TAD), réseau régional Zou !.

#### Ports
- Ports en Provence-Alpes-Côte d'Azur :
  - Rade de Toulon,
  - La ville possède deux ports de plaisance, « Miramar » et « Maravenne » qui se situent parmi les plus grands en capacité d’accueil du département du Var avec plus de 1 000 places à quai ou sur ponton. Situé en face des Îles d’Or, l'ensemble portuaire est le point de départ fréquent pour les touristes qui effectuent la traversée.

## Toponymie
La Londe est un toponyme récent (XVIIe siècle) qui résulte du transfert du nom du village d'origine d'Antoine Lemonnier qui acquiert des terres et fait construire une demeure appelée le château de la Londe.
Londe est un ancien terme dialectal normand utilisé comme nom commun jusqu'au XVe siècle au sens de « bosquet, bois, espace boisé ». Il est issu du vieux norrois lundr (datif lundi > londe) de même sens,. 
Le déterminant complémentaire -les-Maures a été ajouté par l'administration, en référence au massif des Maures, afin surtout d’éviter une homonymie avec les nombreux La Londe  normands (plus d'une centaine).
En provençal son nom est La Lònda dei Mauras.

## Histoire
La première occupation humaine du territoire semble remonter à 2500 av. J.-C. comme en témoigne le dolmen de Gaoutabry, découvert en 1876 par le baron Gustave Charles Ferdinand de Bonstetten et situé au nord de la commune. D’après les fouilles effectuées sur le site, il daterait de la fin du néolithique. De nombreux fragments de poteries et d’outils en pierre taillée retrouvés sur le site attestent de la présence humaine bien qu’aucun vestige d’habitation n’ait encore été découvert. En 1988, le site du dolmen a été classé aux Monuments Historiques.
Dans les siècles qui suivirent, le site a probablement été occupé par d’autres peuples : Ligures, Bormani, Phocéens, etc., mais il reste peu de traces matérielles qui permettraient d’attester ces mouvements de population avec certitude.

### Antiquité
En revanche, des traces incontestables révèlent qu’entre le IIe siècle av. J.-C. et le Ve siècle apr. J.-C., le peuple gallo-romain[Quoi ?][réf. souhaitée] s’installent[Combien ?] sur le territoire. De nombreux vestiges de villas, des domaines viticoles, des sépultures, des poteries, et des pièces de monnaie attestent leur présence. L’activité économique de ces nouveaux arrivants est principalement agricole. Les cultures de l’olivier, de la vigne et des céréales se répandent dans la région grâce au climat favorable. Les Romains établissent un port à l’Argentière[Où ?] et commencent très probablement l’exploitation de la mine toute proche qui se poursuivra à l’époque médiévale.

### Moyen Âge
À partir du XIe siècle, le territoire de la commune est désigné sous le nom de Bormette. Plusieurs moines de Saint-Victor de Marseille, puis des chartreux de Montrieux et surtout de La Verne acquièrent d’importantes propriétés par donations. Ils construisent les premiers châteaux à vocation agricole comme celui des Bormettes (bâti sur le pic Saint-Martin au XIIIe) et celui du Bastidon bâti entre les XVIe et XVIIIe siècles.

### Temps modernes
En 1678, Antoine Lemonnier, sieur de la Londe, originaire de Normandie, acquiert de vastes parcelles de terres sur l’actuel territoire de la commune et se fait construire une maison nommée château de La Londe, qui va transmettre son nom au futur village. Curieusement, le terme de Londe convient très bien à ce village entouré de forêts, londe signifiant « bosquet, bois » en ancien dialecte normand. En 1788, le hameau naissant acquiert le statut de paroisse tout en demeurant sous la dépendance de la ville d’Hyères. En 1791, le village compte 132 habitants et apparaît sur le cadastre en tant que quartier d'Hyères.

### Époque contemporaine

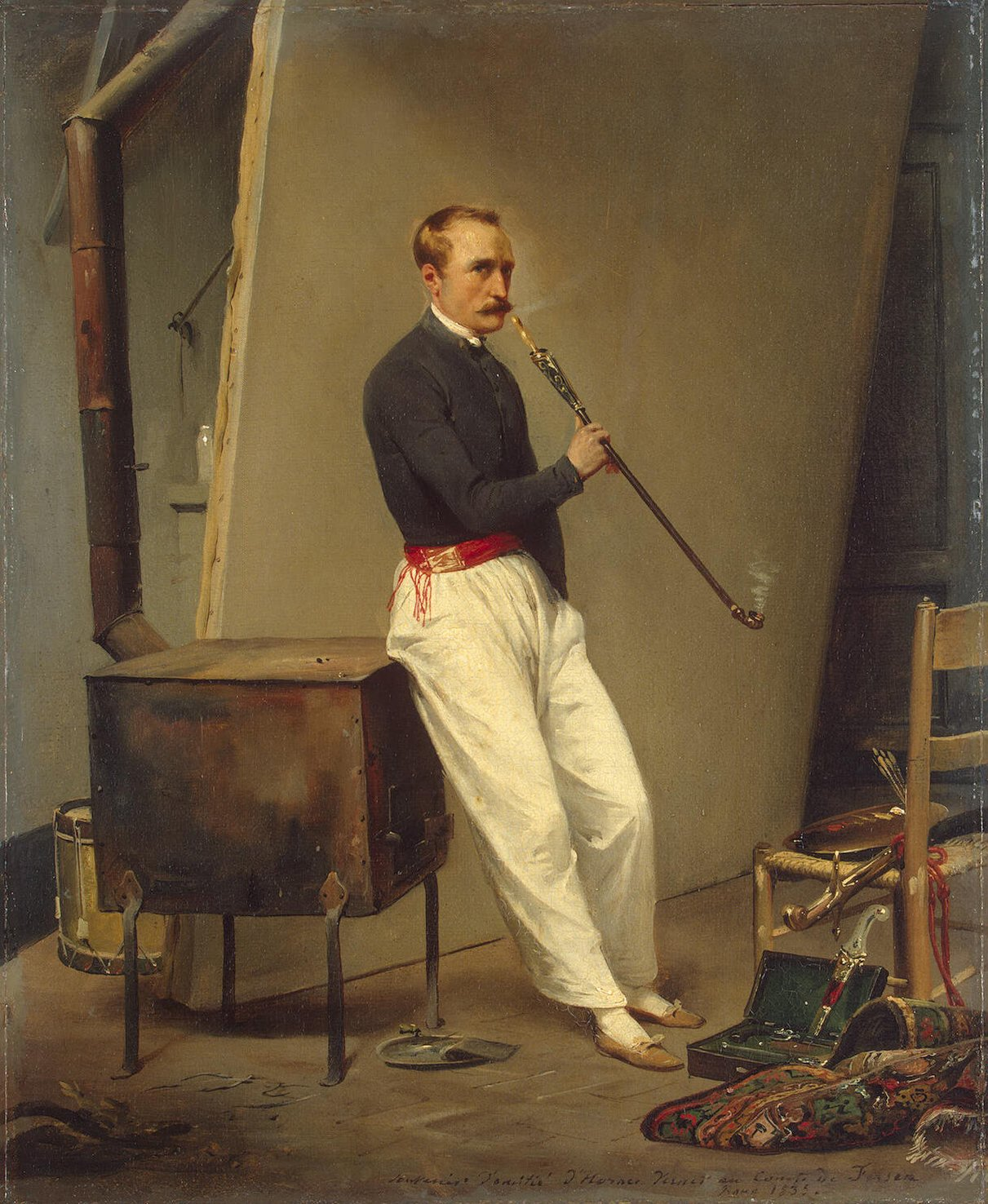
Horace Vernet.

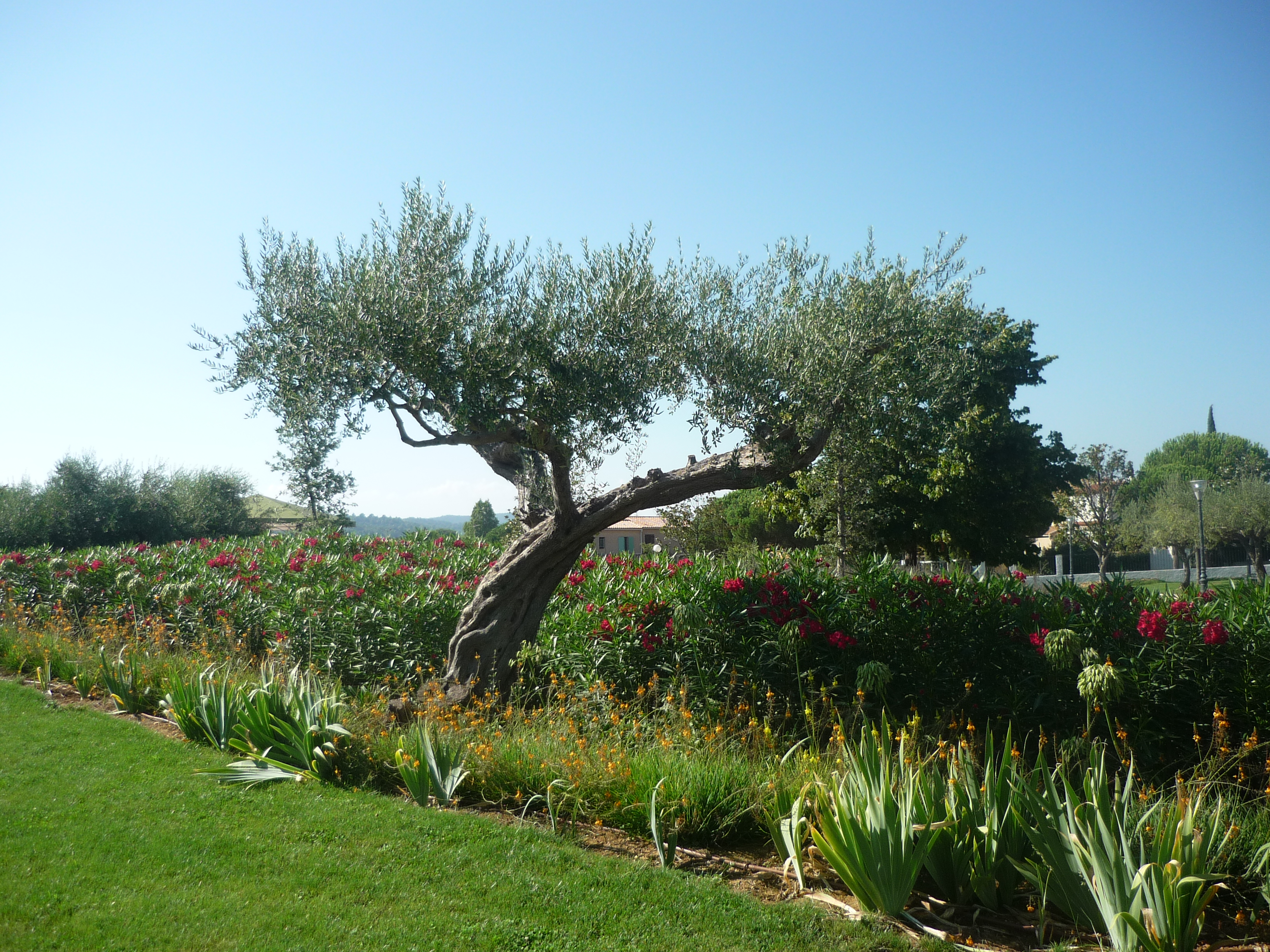
Le jardin des Oliviers.

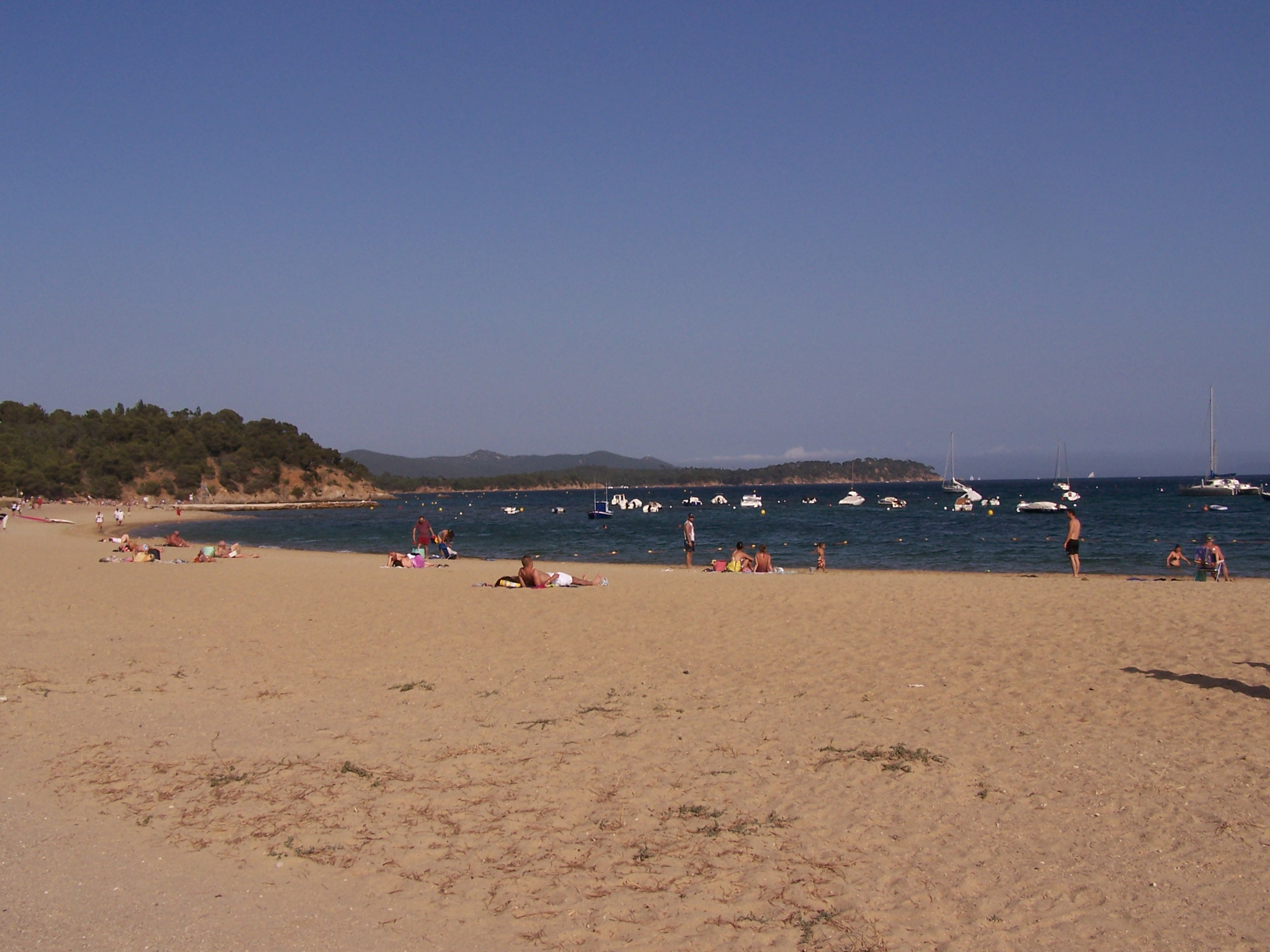
Plage de l'Argentière (le Pellegrin se trouve derrière le premier cap).

Après la Révolution, les Chartreux ont été totalement dépossédés de leurs biens. Progressivement, une nouvelle bourgeoisie arrive et s’implante sur le site au cours du XIXe. Les nouveaux arrivants bâtissent de nombreuses demeures (comme le château de La Pascalette, construit en 1889 par Victor Roux), rachètent les domaines agricoles et les agrandissent. L’un de ces aristocrates, Horace Vernet (1789-1863), peintre officiel de Louis-Philippe, achète le domaine situé au lieu-dit les Bormettes en 1855 et se fait construire un château d’inspiration classique et mauresque. Grâce aux dons en terrains de certaines familles bourgeoises, le village se développe. L’église est édifiée en 1847 et une école communale voit le jour en 1884 sur la place Allègre.

### Exploitation minière
Vers 1875, Victor Roux, riche financier marseillais et nouveau propriétaire du domaine des Bormettes, redécouvre et développe la mine de l'Argentière laissée à l’abandon depuis des siècles. En 1881, il fonde la Société des Mines des Bormettes et relance l’exploitation de la mine, riche en zinc, dès 1885. À partir de 1890, d’autres filons, plombifère et zincifère, sont découverts sur le territoire. La prospérité de ces mines impose alors la création d’un chemin de fer en 1899 pour le transport des mineurs et l’acheminement du minerai jusqu’à l’Argentière où s’effectuait son expédition par voie maritime. La prospérité de la mine dynamise toute l’économie de la région. Dans le village, un bureau de poste et télégraphe est créé, ainsi que des écoles et une gendarmerie.
À partir de 1890, le village s’ouvre vers l’extérieur avec la mise en service de la ligne de chemin de fer du littoral qui effectue le trajet Toulon - Saint-Raphaël. En 1897, une fonderie de plomb est construite. La plus longue cheminée-tunnel d’Europe est bâtie sur près d'un kilomètre de colline. Cependant, la fonderie est un échec économique, étant peu fonctionnelle et mal adaptée au minerai extrait. Elle ferme donc rapidement.
En 1901, le chemin de fer minier est relié à celui du littoral qui passait par le village. La Londe demande alors son détachement de la ville d’Hyères. Finalement, le 11 janvier 1901, le statut de commune lui est octroyé. La commune prend alors le nom officiel de « La Londe-les-Maures ». Le mot « maures » venant du latin mauros qui signifie brun foncé, évoquant la couleur du massif du même nom.
Alors que le village poursuit son expansion, à partir de 1901, l’exploitation des mines décline. L’épuisement du filon de l’Argentière et la chute des cours des métaux à partir de 1904 vont générer une baisse de productivité jusqu’à l'abandon de l’exploitation qui cesse définitivement toute activité en 1929.

### De1945à 2000
Après le mandat de André Barbier, de 1946 à 1947, le nouveau maire, le comte François de Leusse (le collège de La Londe porte son nom) demeure aux affaires pendant 24 ans, jusqu'en 1971. Après cette date, c'est le neveu du baron, Philippe de La Lombardière de Canson qui devient maire, pour une période de 24 ans, comme son prédécesseur. En 1995, la liste d'union de la gauche menée par René Benedetto l'emporte pour, finalement, être battue après deux mandats, en 2008 par celle UMP de François de Canson. Aux élections municipales de mars 2014, François de Canson a été réélu dès le 1er tour (23 mars) avec 85 % des suffrages.
Dans le contexte de la fin de la guerre d'Algérie, un hameau de forestage y fut installé en 1962, à destination d'anciens harkis et de leurs familles.

### XXIesiècle
Le 8 avril 2012, à l'initiative de l'ACAL (association de commerçants et artisans londais), la ville de La Londe-les-Maures se dote de sa propre monnaie locale, le Cigalonde, qui fonctionne à parité avec l'euro. Triple enjeu pour le Cigalonde : - renforcer l'identité locale - Pérenniser le petit commerce et fidéliser les clients - Jouer un rôle social au niveau de la commune (CCAS, associations caritatives...).
La commune a subi de fortes inondations en novembre 2014, donnant lieu à la reconnaissance par l'état du caractère de calamité agricole.
En 2017, la végétation de la commune a subi de vastes destructions par incendie. Fin juillet et début septembre, respectivement plus de 800 et de 460 hectares ont été détruits à la faveur de forts vents.
En octobre 2022, à la suite de la condamnation en justice de Marc Giraud alors président du conseil départemental du Var, François de Canson se porte candidat. Considérant la loi sur le cumul des mandats, le préfet du Var lui impose de se retirer d'au moins un mandat. François de Canson ne voulant pas trancher, la loi lui oblige de céder le plus ancien, en l'occurrence celui de maire. Nicole Shatzkine, alors première adjointe, occupe en conséquence les fonctions par intérim jusqu'aux prochaines élections municipales partielles organisées par la préfecture, en février 2023. Toutefois, lors de l'élection pour la présidence du conseil départemental le 26 octobre 2022, François de Canson est battu au second tour par Jean-Louis Masson. Il échoue donc à prendre la présidence du conseil départemental.

## Politique et administration

### Jumelage
La ville de La Londe-les-Maures est jumelée avec deux autres villes européennes :
- Walluf (Allemagne), depuis 1965[38] ;
- Galbiate (Italie), depuis 2001[39].

## Population et société

### Démographie

#### Évolution démographique
L'évolution du nombre d'habitants est connue à travers les recensements de la population effectués dans la commune depuis 1901. Pour les communes de plus de 10 000 habitants les recensements ont lieu chaque année à la suite d'une enquête par sondage auprès d'un échantillon d'adresses représentant 8 % de leurs logements, contrairement aux autres communes qui ont un recensement réel tous les cinq ans,.

En 2022, la commune comptait 11 010 habitants, en évolution de +7,57 % par rapport à 2016 (Var : +4,98 %, France hors Mayotte : +2,11 %).
| 1901  | 1906  | 1911  | 1921  | 1926  | 1931  | 1936  | 1946  | 1954  |
| ----- | ----- | ----- | ----- | ----- | ----- | ----- | ----- | ----- |
| 3 219 | 2 972 | 2 380 | 2 837 | 2 872 | 2 741 | 2 603 | 2 776 | 3 091 |

| 1962  | 1968  | 1975  | 1982  | 1990  | 1999  | 2006   | 2011  | 2016   |
| ----- | ----- | ----- | ----- | ----- | ----- | ------ | ----- | ------ |
| 3 314 | 3 956 | 3 937 | 5 184 | 7 151 | 8 749 | 10 034 | 9 918 | 10 235 |

| 2021   | 2022   | - | - | - | - | - | - | - |
| ------ | ------ | - | - | - | - | - | - | - |
| 11 442 | 11 010 | - | - | - | - | - | - | - |

### Enseignement
La ville de La Londe possède cinq établissements scolaires allant de la maternelle au collège :
Deux écoles maternelles :
- Ecole maternelle Eugène-Oswald
- Ecole maternelle Moulin-Vieux

Deux écoles primaires :
- Ecole primaire Jean-Jaurès
- Ecole primaire Antoine-Bussone (située aux Bormettes)

Un collège :
- Collège François-de-Leusse

Le lycée général de secteur est le lycée Jean-Aicard, situé sur Hyères.

### Manifestations culturelles et festivités
La Londe jazz festival crée en 2009

### Sports

#### Stades, terrains et équipements sportifs
- Stade Emmanuel-Vitria. Possède : terrain de football, foot en salle, rugby, aire de lancer, de saut, piste d'athlétisme.
- Stade Guillaumont. Possède : terrain de football, foot en salle.
- Tennis Club Londais. Possède : 6 terrains de tennis
- La Brûlade. Possède : skatepark, terrain multisport, équipements d'entraînement extérieur.
- Boulodrome Miramar. Possède : boulodrome.
- Boulodrome Municipal. Possède : boulodrome.

### Cultes
La paroisse catholique dépend du diocèse de Fréjus-Toulon. Elle est confiée par l'évêque à la Fraternité de Saint Joseph Gardien. Son lieu de culte principal est l'église de la Nativité-de-la-Vierge de La Londe-les-Maures.

## Économie

### Budget et fiscalité 2020
En 2020, le budget de la commune était constitué ainsi :
- total des produits de fonctionnement : 17 570 000 €, soit 1 685 € par habitant ;
- total des charges de fonctionnement : 15 788 000 €, soit 1 514 € par habitant ;
- total des ressources d'investissement : 3 095 000 €, soit 297 € par habitant ;
- total des emplois d'investissement : 7 051 000 €, soit 676 € par habitant ;
- endettement : 8 977 000 €, soit 861 € par habitant.

Avec les taux de fiscalité suivants :
- taxe d'habitation : 14,69 % ;
- taxe foncière sur les propriétés bâties : 22,31 % ;
- taxe foncière sur les propriétés non bâties : 34,72 % ;
- taxe additionnelle à la taxe foncière sur les propriétés non bâties : 0,00 % ;
- cotisation foncière des entreprises : 0,00 %.

Chiffres clés Revenus et pauvreté des ménages en 2018 : médiane en 2018 du revenu disponible, par unité de consommation : 22 530 €.

### Entreprises et commerces

#### Agriculture
- Domaines viticoles[46],
- Moulin à huile.

#### Tourisme
- Labels[47]  :

Villes et villages fleuris,
Pavillon bleu,
Ville Internet,
Territoire vélo, décerné par la Fédération française de cyclotourisme.
- Hôtels-Restaurants.
- Gîtes ruraux, Chambres d'hôtes.

#### Commerces
- Commerces de proximité.

## Culture locale et patrimoine

### Lieux et monuments

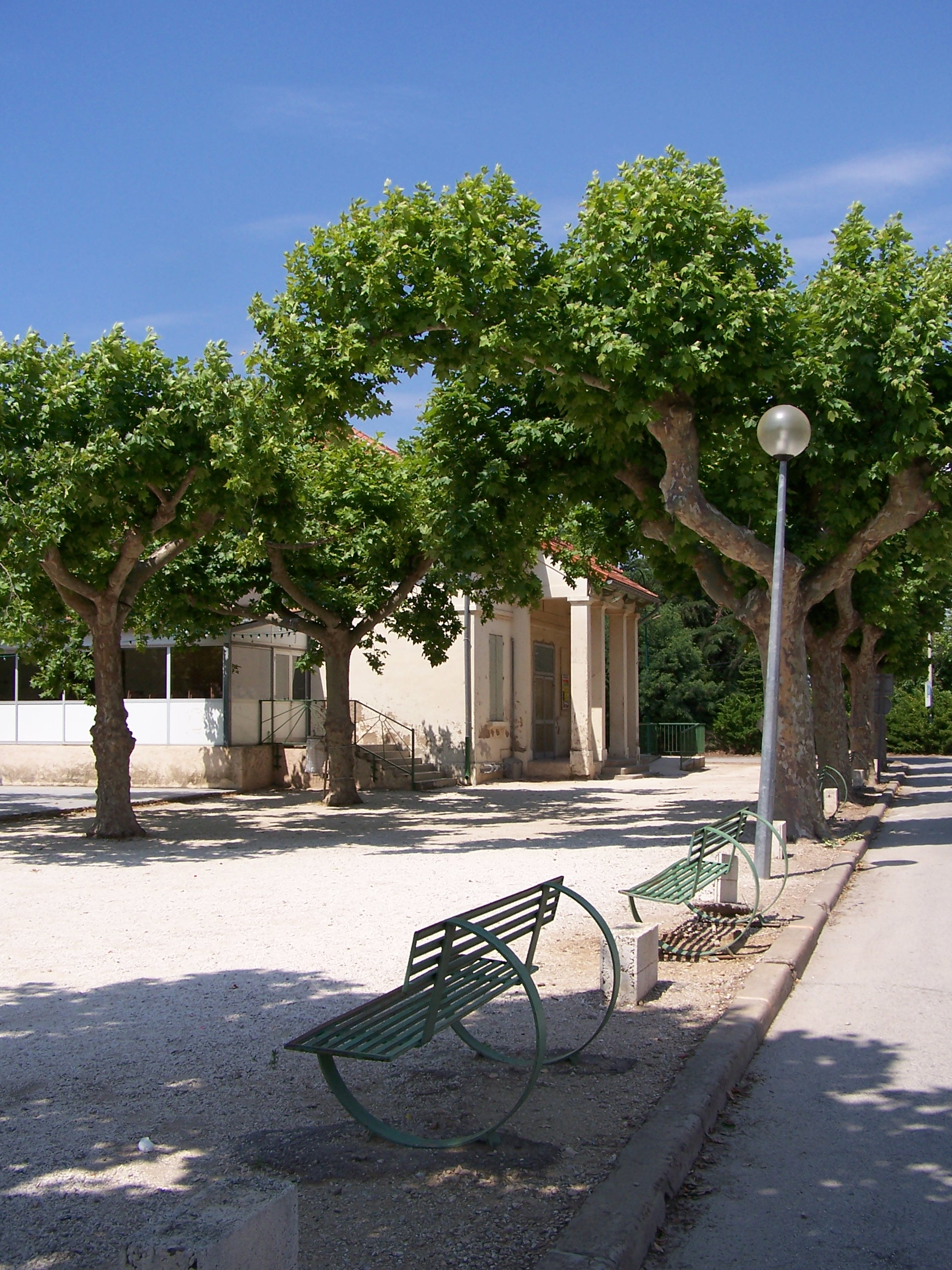
Les Bormettes, la place et le théâtre.

Le principal attrait de La Londe reste le tourisme estival. Le nombre et l’étendue des plages de la commune ainsi que sa situation privilégiée, favorisée par un microclimat, en fait une station balnéaire qui offre près de 300 jours de soleil par an.
- Église de la Nativité de La Londe-les-Maures.
- Les Bormettes : construit par le propriétaire de l'usine des Bormettes pour ses employés, ce quartier est un village à part entière, groupé autour de la place Belot, typiquement provençale, où se trouve par ailleurs le théâtre des Bormettes, non loin du port et donc des plages.
- Le dolmen de Gaoutabry : monument mégalithique perché au milieu d'une colline des Maures, dominant un panorama sur les îles d'Or.
- Les plages : le long du littoral de la commune se trouvent quatre plages qui totalisent près de 3 km de sable naturel : Miramar, Tamaris, L'Argentière (primées par le label « Pavillon bleu d'Europe ») et le Pellegrin.
- Le sentier sous-marin de l'Argentière : une réserve naturelle protégée située à la pointe de l'Argentière abritant une faune et une flore unique, grâce aux herbiers de posidonies, accessible au public.
- Le Musée de l'école publique : il reconstitue une classe d'école en 1903, avec accessoires, ateliers, jeux, etc.
- Les îles d'Or : Port-Cros, Porquerolles et l'île du Levant sont situées juste en face de la baie où se trouve La Londe-les-Maures, d'où une liaison aisée avec celles-ci. Le fort de Brégançon est lui aussi tout proche.
- La promenade des Annamites : une ancienne voie ferrée métrique (1912) allant de la gare de La Londe sur le chemin de fer Toulon - Saint-Raphaël à l'usine Schneider mise en place en 1907 aux Bormettes pour tester les premières torpilles automobiles. Un ilot artificiel de lancement est implanté en 1908 au large de la pointe de Léoube pour tester ces prototypes. La promenade porte le nom des Annamites, c'est-à-dire des ouvriers indochinois qui l'ont construite[48][source insuffisante]. Aujourd'hui[Quand ?], il s'agit d'un chemin réservé aux piétons et aux vélos d'environ 2,5 km, allant du centre-ville jusqu'à la plage.

#### Jardin zoologique tropical
Créé sur le site d'un ancien arboretum de plantes tropicales datant des années 1960, le jardin zoologique tropical accueille sur 6 hectares une collection de plantes exotiques, dont des plantes succulentes, ainsi que de nombreuses espèces de bambous et de palmiers. C'est également un conservatoire d'espèces d'oiseaux en danger et de mammifères. Il participe à plusieurs programmes internationaux pour la préservation des espèces. Membre de l'EAZA, il a reçu du ministère de la Culture le label jardin remarquable.

#### Place André-Allègre

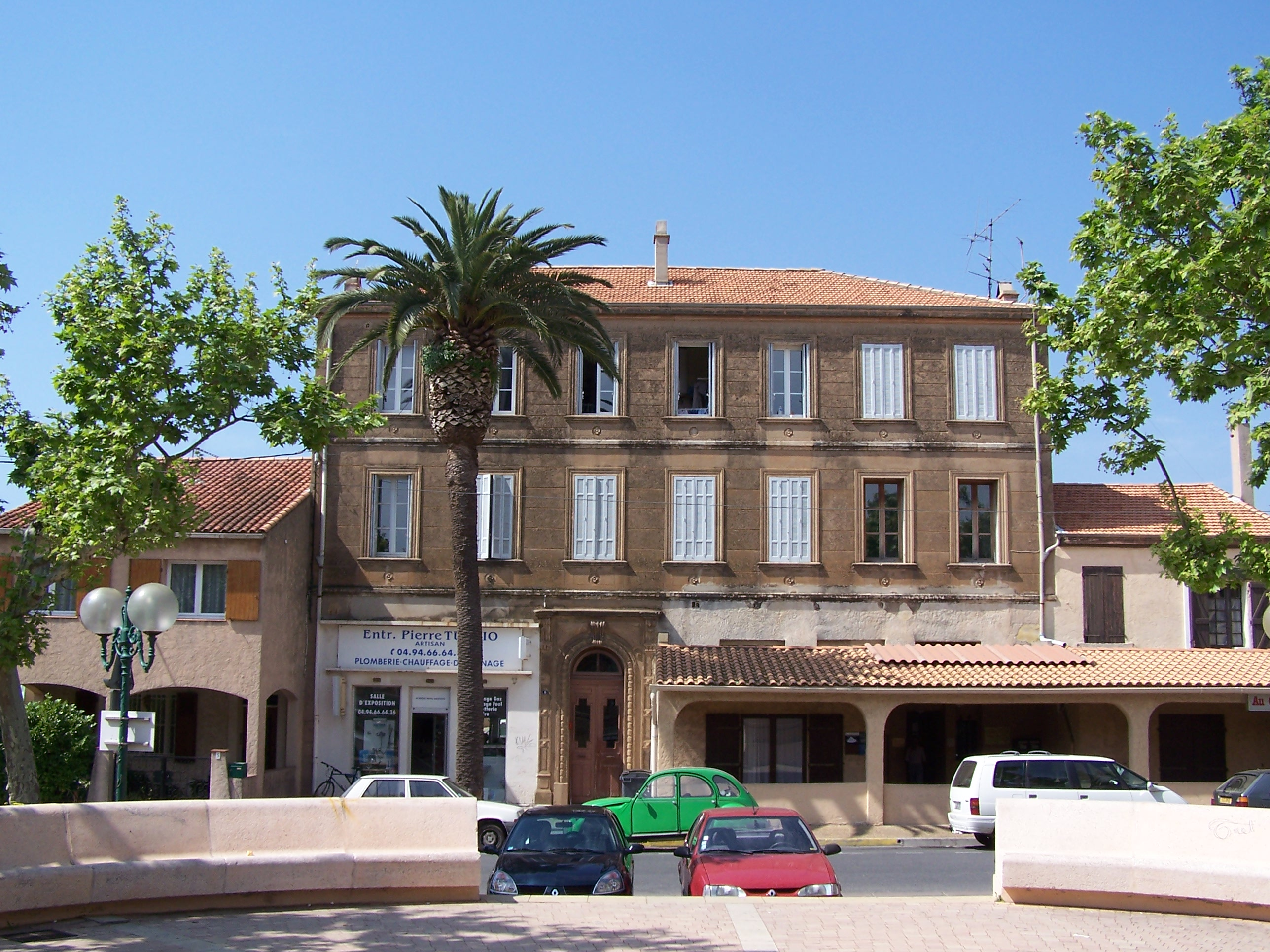
Vue du no 6 de la place André-Allègre.

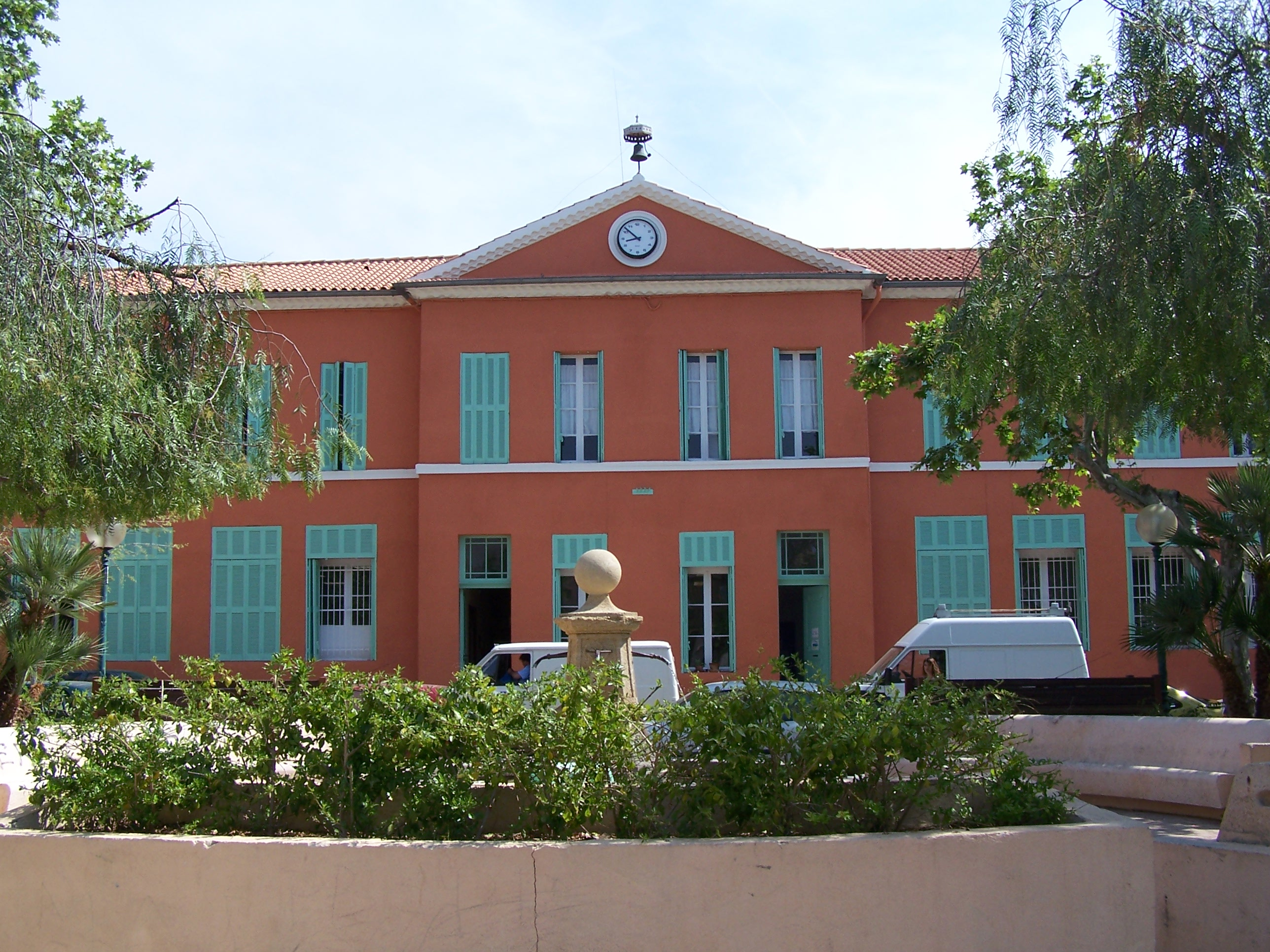
Maison des associations.

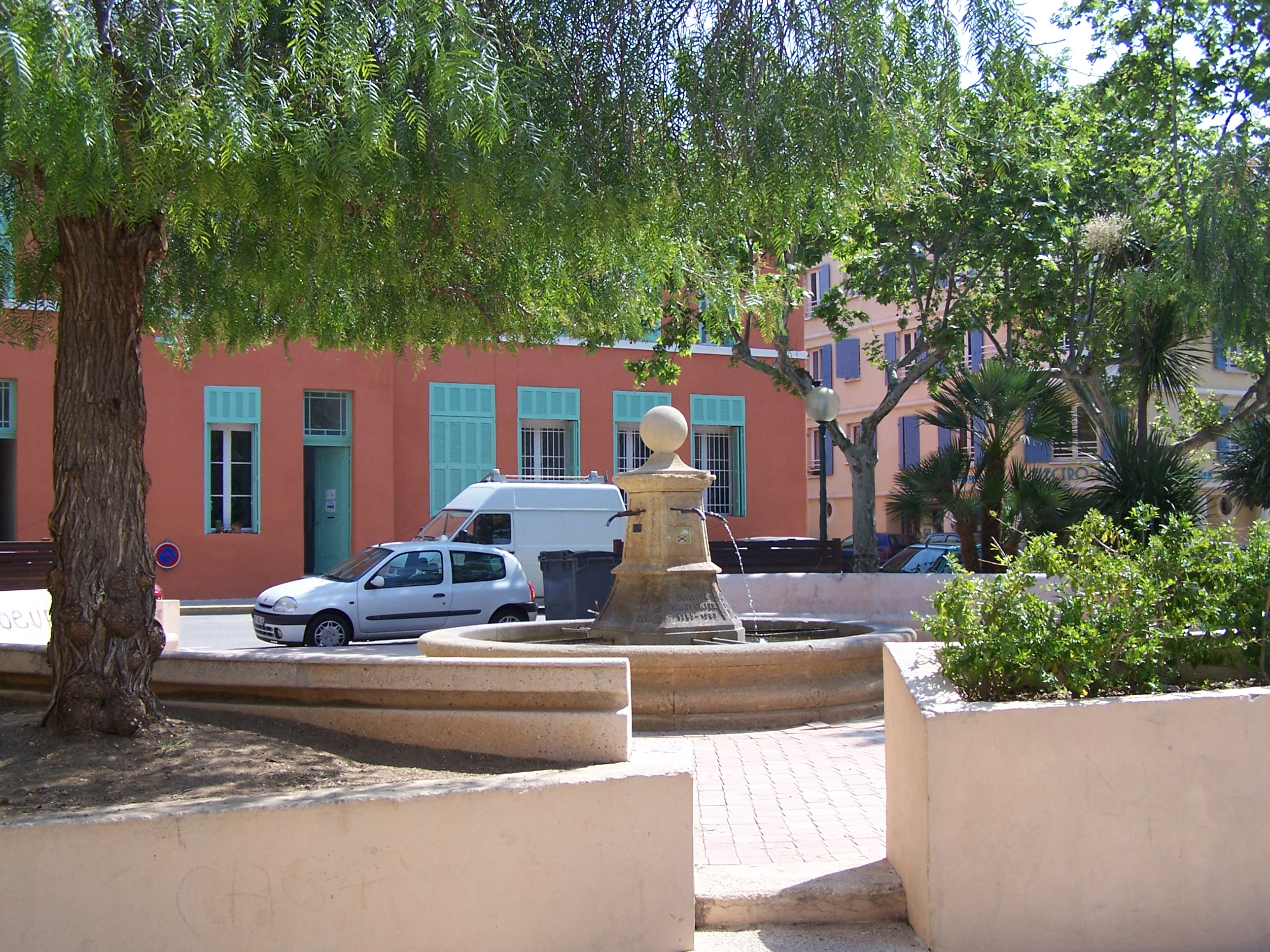
Fontaine de la place Allègre.

Cœur de la ville, ombragée par nombreux platanes, la place, au croisement des principales artères de la ville, est bordée de bâtiments anciens, comme la maison des associations (ancien hôtel de ville) et de grands immeubles provençaux.
Elle est bordée à l’ouest par l’axe formé par les rues Joseph-Laure et Maréchal-Foch, à l’est par la rue Aristide-Perrin, au nord par la rue Dixmude et enfin au sud par le boulevard Azan.
La place est formée d’un premier plateau en hauteur, en face de la maison des associations, reliée par des escaliers à un second niveau damé lui-même joint à la rue Joseph-Laure par une nouvelle série d’escaliers.
Le premier niveau est articulé autour de la fontaine de la place, puis de façon concentrique, des bancs et grandes jardinières sont disposés, rendant le lieu particulièrement agréable. Le deuxième niveau est une vaste esplanade au motif de damier bordée par des platanes. Des bancs et des jardinières ont été également installés sur le côté sud.

### Personnalités liées à la commune
- Horace Vernet (1789-1863), peintre officiel de Louis-Philippe.
- Emmanuel Vitria (1920-1987), premier opéré du cœur français.
- Jean Acquaviva (1924-2015), scénariste de bandes dessinées.
- Georges-Jean Arnaud (1928-2020), écrivain.
- Richard Virenque, coureur cycliste professionnel.
- Kévin Sireau, cycliste médaillé olympique aux Jeux olympiques de Pékin et de Londres.
- Camélia Jordana, chanteuse ayant participé à Nouvelle Star.

### Héraldique

Blason de La Londe-les-Maures.

Blasonnement : « De gueules au croissant contourné d'or senestré d'une étoile du même, au chef cousu d'azur chargé de trois croisettes d'argent. »
C'est François de Leusse qui est à l'origine du blason de La Londe, ainsi qu'en témoigne son fils. Il a été inspiré du blason des commandos d'Afrique auxquels appartenait François de Leusse, et qui voulait ainsi honorer ceux qui les premiers débarquèrent sur la côte varoise pour libérer la Provence.
Le blason est orné d’un croissant de lune et d’une étoile. Selon André Fabius (père de Laurent Fabius, ancien Premier ministre français), auquel de Leusse s'est adressé pour connaître l'origine du blason des commandos d'Afrique, le croissant était à l'origine une nef (bateau), surmontée d'une étoile. Elle avait pour fond une carte de France. François de Leusse fit opérer un quart de tour à la coque de la nef qui prit la forme d'un croissant et plaça l'étoile en face. Une autre version de l'histoire de ce blason dit que le croissant de lune et l’étoile sont surmontés de trois croisettes, symbole de chrétienté, qui trouve leur explication dans une légende londaise. Au retour de sa septième croisade, saint Louis débarqua à Hyères et trois de ses chevaliers seraient venus trouver repos et guérison dans un hôpital situé aux Bormettes. Ayant retrouvé leur vaillance, chacun d’entre eux auraient offert à leurs hospitaliers une croix détachée de leur insigne en gage de reconnaissance.